# Venus von Aufhausen
Die Venus von Aufhausen ist eine etwa 6000 Jahre alte Tonfigur, die in Aufhausen bei Landau an der Isar entdeckt wurde. Sie gilt als einer der wichtigsten archäologischen Funde Bayerns. Im November 2019 wurde öffentlich bekannt, dass die originale Figur, von der mehrere Duplikate existieren, seit mehreren Jahren verschollen ist.

## Beschreibung
Bei der Venus handelt es sich um ein etwa 32,5 cm hohes, innen hohles Tongefäß in menschenähnlicher Form, bei dem zwei Beine und eine Gesichtsdarstellung erkennbar sind. Es stellt eine Frau in stilisierter Form dar. Die Figur stammt aus der Jungsteinzeit und wird der Münchshöfener Kultur zugeordnet. Sie wurde 1997 von Hobbyarchäologen nahe Aufhausen bei Landau gefunden und war auf mehreren Ausstellungen in Deutschland und im Ausland zu sehen, u. a. 2003 bei Menschen, Zeiten, Räume – Archäologie in Deutschland in Berlin.

## Verlust
Im August 2019 stellte sich in Vorbereitung des neuen Museums Kastenhof Landau – Das Museum für Steinzeit und Gegenwart heraus, dass es sich bei der im Tresor des Landratsamtes von Dingolfing-Landau gelagerten Figur nur um eine Kopie handelte. Die Archäologische Staatssammlung in München hatte 2012 mehrere Duplikate für das Landratsamt angefertigt und gemeinsam mit dem Original an die Kreisarchäologie übergeben. Nach internen Ermittlungen wird davon ausgegangen, dass das Original bereits seit mindestens 2015 verschollen ist. Eine Straftat wird jedoch ausgeschlossen. Die Figur war anlässlich der Berliner Bundesausstellung Menschen, Zeiten, Räume – Archäologie in Deutschland 2003 mit 750.000 Euro gegen Diebstahl, jedoch nicht gegen Verlust versichert worden.